# شاهدخت اگنس از آنهالت-دسائو
پرنسس آگنس از آنهالت-دسائو (فردریکا آمالیا آگنس؛ ۲۴ ژوئن ۱۸۲۴–۲۳ اکتبر ۱۸۹۷) بزرگترین دختر لئوپولد چهارم، دوک آنهالتو همسرش پرنسس فردریکا از پروس بود. او عضو خانه آسکانیا بود و با ازدواجش با ارنست اول، دوک ساکس آلتنبورگ، همسر دوشس ساکس آلتنبورگ شد.

## خانواده
پدر آگنس دوک لئوپولد فرزند فردریک، شاهزاده موروثی آنهالت-دسائو و همسرش لندگروین آمالی از هسه هامبورگ بود. مادرش پرنسس فردریکا دختر شاهزاده لویی چارلز پروس (برادر پادشاه فردریک ویلیام سوم پروس) و همسرش فردریکا از مکلنبورگ-استرلیتز بود.
اگنس خواهر بزرگتر فردریک اول، دوک آنهالت و ماریا آنا، شاهزاده فردریک چارلز پروس بود. اگنس از طریق ماریا آنا عمه الیزابت آنا، دوشس بزرگ اولدنبورگ و لوئیز مارگارت، دوشس کانات و استراتین بود.

## ازدواج

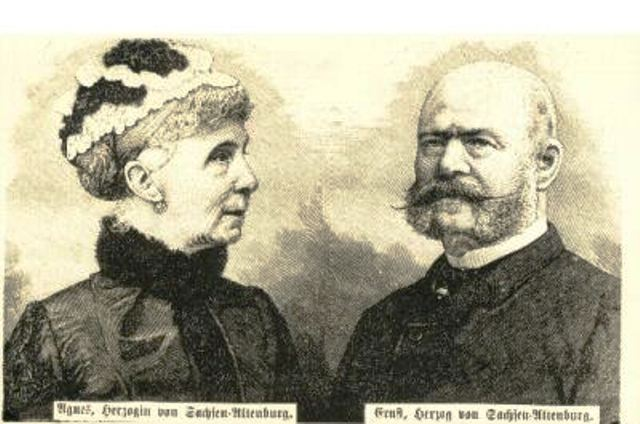
اگنس به همراه همسرش ارنست اول، دوک ساکس آلتنبورگ

در ۲۸ آوریل ۱۸۵۳، اگنس با ارنست ساکس آلتنبورگ ازدواج کرد. او فرزند گئورگ، دوک ساکس-آلتنبورگ و ماری لوئیز مکلنبورگ-شوورین بود و در همان سال جانشین پدرش به عنوان دوک ساکس-آلتنبورگ شد. آنها دو فرزند داشتند:
- شاهزاده خانم ماری فریدریک لئوپولدین جورجین آگوست الکساندرا الیزابت ترز ژوزفین هلن سوفی (۲ اوت ۱۸۵۴–۸ اکتبر ۱۸۹۸)، در ۱۹ آوریل ۱۸۷۳ با شاهزاده آلبرخت پروس ازدواج کرد.
- شاهزاده گئورگ لئوپولد ارنست جوزف الکساندر فردریش لودویگ یوهان آلبرت (۱ فوریه ۱۸۵۶–۲۹ فوریه ۱۸۵۶).

از آنجا که تنها پسر آنها در نوزادی فوت کرد، پس از مرگ او در سال ۱۹۰۸، برادرزاده آنها ارنست به ارث می‌رسید.

## زندگی
اگنس به عنوان یک نقاش با استعداد در نظر گرفته می‌شد.
او مانند بسیاری از زنان نجیب زمان خود به امور خیریه، به ویژه در پرستاری و مراقبت از نیروهای مجروح در جنگ فرانسه و آلمان علاقه نشان داد.
در سال ۱۸۷۸ در بیست و پنجمین سالگرد ازدواج این زوج، ارنست به همسرش مینیاتور درجه یک نایت کراس درجه یک را از خانه خانه ساکس-ارنستین، به اصطلاح «صلیب شاهزاده‌ها»، هدیه داد. به مناسبت سالگرد، بنیاد ارنست-اگنس (بنیاد ارنست-آگنس) تأسیس شد.
اگنس در ۲۳ اکتبر ۱۸۹۷، در سن ۷۳ سالگی درگذشت. در شهر آلتنبورگ، اگنس پلاتز به نام او نامگذاری شده‌است. او در Herzogin-Agnes-Gedächtniskirche (کلیسای یادبود دوشس اگنس) به خاک سپرده شد.

## نویسنده
او نویسنده کتاب Ein Wort an Israel ("یک کلمه به اسرائیل") (لایپزیگ، ۱۸۹۳) بود، کتابی که به یهودستیزی و مسیحیت در آلمان می‌پرداخت. این کتاب، ۱۸۹۳ به زبان آلمانی با عنوان Ein Wort an Israel با شماره چاپ شد. ۳۷–۳۸ از سری دانشگاهی Institutum Judaicum zu Leipig. Schriften، همچنین به ایتالیایی به عنوان Una parola ad Israele ترجمه شد.